# Авраменко Степан Трохимович
Степа́н Трохи́мович Авра́менко (19 століття, Харківщина — після 1939) — кобзар.

## Життєпис
Біографічних відомостей про Авраменка не збереглося. Учасник першої Республіканської наради кобзарів і лірників (1939).
Відзначався неабияким хистом і кобзарською майстерністю.